# Temporada 2000 de Fórmula 1
La temporada 2000 de Fórmula 1 fue la 51.º edición del Campeonato Mundial de Fórmula 1 de la historia. En esta temporada el piloto vencedor fue Michael Schumacher y Ferrari venció en el título de constructores.

## Escuderías y pilotos
Los siguientes equipos y pilotos compitieron en el Campeonato Mundial de Fórmula 1 de la FIA de 2000. Todos los equipos compitieron con neumáticos suministrados por Bridgestone.
| Escudería                    | Chasis   | Chasis     | Motor                         | Neu. | N.º | Pilotos               | Rondas     |
| ---------------------------- | -------- | ---------- | ----------------------------- | ---- | --- | --------------------- | ---------- |
| West McLaren Mercedes        | McLaren  | MP4/15     | Mercedes FO110J 3.0 V10       | B    | 1   | Mika Häkkinen         | Todas      |
| West McLaren Mercedes        | McLaren  | MP4/15     | Mercedes FO110J 3.0 V10       | B    | 2   | David Coulthard       | Todas      |
| Scuderia Ferrari Marlboro    | Ferrari  | F1-2000    | Ferrari 049 3.0 V10           | B    | 3   | Michael Schumacher    | Todas      |
| Scuderia Ferrari Marlboro    | Ferrari  | F1-2000    | Ferrari 049 3.0 V10           | B    | 4   | Rubens Barrichello    | Todas      |
| Benson & Hedges Jordan       | Jordan   | EJ10 EJ10B | Mugen-Honda MF-301 HE 3.0 V10 | B    | 5   | Heinz-Harald Frentzen | Todas      |
| Benson & Hedges Jordan       | Jordan   | EJ10 EJ10B | Mugen-Honda MF-301 HE 3.0 V10 | B    | 6   | Jarno Trulli          | Todas      |
| Jaguar Racing                | Jaguar   | R1         | Cosworth CR-2 3.0 V10         | B    | 7   | Eddie Irvine          | 1-9, 11-17 |
| Jaguar Racing                | Jaguar   | R1         | Cosworth CR-2 3.0 V10         | B    | 7   | Luciano Burti         | 10         |
| Jaguar Racing                | Jaguar   | R1         | Cosworth CR-2 3.0 V10         | B    | 8   | Johnny Herbert        | Todas      |
| BMW Williams F1 Team         | Williams | FW22       | BMW E41 3.0 V10               | B    | 9   | Ralf Schumacher       | Todas      |
| BMW Williams F1 Team         | Williams | FW22       | BMW E41 3.0 V10               | B    | 10  | Jenson Button         | Todas      |
| Mild Seven Benetton Playlife | Benetton | B200       | Playlife FB02 3.0 V10         | B    | 11  | Giancarlo Fisichella  | Todas      |
| Mild Seven Benetton Playlife | Benetton | B200       | Playlife FB02 3.0 V10         | B    | 12  | Alexander Wurz        | Todas      |
| Gauloises Prost Peugeot      | Prost    | AP03       | Peugeot A20 3.0 V10           | B    | 14  | Jean Alesi            | Todas      |
| Gauloises Prost Peugeot      | Prost    | AP03       | Peugeot A20 3.0 V10           | B    | 15  | Nick Heidfeld         | Todas      |
| Red Bull Sauber Petronas     | Sauber   | C19        | Petronas SPE 04A 3.0 V10      | B    | 16  | Pedro Diniz           | Todas      |
| Red Bull Sauber Petronas     | Sauber   | C19        | Petronas SPE 04A 3.0 V10      | B    | 17  | Mika Salo             | Todas      |
| Orange Arrows F1 Team        | Arrows   | A21        | Supertec FB02 3.0 V10         | B    | 18  | Pedro de la Rosa      | Todas      |
| Orange Arrows F1 Team        | Arrows   | A21        | Supertec FB02 3.0 V10         | B    | 19  | Jos Verstappen        | Todas      |
| Fondmetal Minardi            | Minardi  | M02        | Fondmetal 3.0 V10             | B    | 20  | Marc Gené             | Todas      |
| Fondmetal Minardi            | Minardi  | M02        | Fondmetal 3.0 V10             | B    | 21  | Gastón Mazzacane      | Todas      |
| Lucky Strike BAR Honda       | BAR      | 002        | Honda RA000E 3.0 V10          | B    | 22  | Jacques Villeneuve    | Todas      |
| Lucky Strike BAR Honda       | BAR      | 002        | Honda RA000E 3.0 V10          | B    | 23  | Ricardo Zonta         | Todas      |

- Todos los motores eran de 3,0 litros, configuración V10.

### Cambios de escuderías
- Después de ser comprado por Ford, el equipo Stewart pasó a llamarse Jaguar Racing, con los motores del equipo rebautizados como Cosworth. Los Ford V10 utilizados por Minardi fueron rebautizados como motores Fondmetal, en deferencia a la contribución financiera de Gabriele Rumi al equipo, y el color principal del automóvil se cambió de blanco a amarillo fluorescente. El nombre de Ford, siempre presente en la parrilla de Fórmula 1 desde el debut del Cosworth DFV en 1967, estuvo por lo tanto ausente para la temporada 2000, aunque haría un breve regreso en 2003 y 2004.
- Williams cambió a motores BMW, reemplazando las unidades Supertec de la temporada anterior. El contrato, que había sido firmado en 1998, marcó el regreso de BMW a la Fórmula 1 después de más de una década de ausencia. BAR, que también había utilizado motores Supertec en 1999, firmó un contrato con Honda para utilizar sus motores en la temporada 2000. El período anterior de Honda como proveedor de motores terminó en 1992, cuando concluyó su exitosa colaboración con McLaren.
- Tras la partida del diseñador de motores Brian Hart, quien había sido responsable de los motores Hart, Yamaha y Arrows del equipo, el equipo Arrows cambió a motores Supertec para 2000.

### Cambios de pilotos
- Rubens Barrichello, que consiguió tres podios para Stewart en 1999, fichó por Ferrari en sustitución de Eddie Irvine. El subcampeón de la temporada anterior se unió al recién establecido equipo Jaguar, en lo que fue esencialmente un intercambio directo con Barrichello.
- El campeón de 1996, Damon Hill, se retiró de la Fórmula 1 al final de la temporada de 1999. Jarno Trulli se mudó de Prost a Jordan, ocupando el puesto vacante de Hill. El otro piloto de Prost, Olivier Panis, dejó el equipo para convertirse en el piloto de pruebas de McLaren. Los dos asientos en el equipo francés fueron ocupados por Jean Alesi, quien se mudó de Sauber, y el campeón internacional de Fórmula 3000 de 1999, Nick Heidfeld, quien anteriormente había sido piloto de pruebas en McLaren. Mika Salo fichó por Sauber tras breves periodos como suplente por lesión de Ricardo Zonta por tres carreras y Michael Schumacher por seis carreras en 1999.
- Jenson Button hizo su debut con Williams después de vencer al piloto de pruebas del equipo, Bruno Junqueira, en una prueba de 'tiroteo'. Button reemplazó a Alessandro Zanardi en el equipo. El italiano volvió al automovilismo en 2001, cuando se reincorporó al campeonato CART.
- Toranosuke Takagi dejó la Fórmula 1 para conducir para Nakajima Racing en la Fórmula Nippon, donde ganó el título de 2000. Su lugar en Arrows fue ocupado por Jos Verstappen, cuya anterior carrera de Fórmula 1 había sido el Gran Premio de Japón de 1998, cuando conducía para Stewart.
- Gastón Mazzacane fue ascendido a Minardi Race Drive en 2000, luego de pasar la temporada anterior como su piloto de pruebas. El piloto argentino ocupó el lugar de Luca Badoer, que no encontraba asiento en carrera, por lo que se centró en su papel de piloto de pruebas de Ferrari. Stéphane Sarrazin, que había conducido para Minardi en el Gran Premio de Brasil de 1999, se convirtió en el piloto de pruebas de Prost.

Cambios de mitad de temporada
- El piloto de pruebas de Jaguar, Luciano Burti, hizo su debut en carreras en Austria, reemplazando al enfermo Eddie Irvine.

## Calendario
| Ronda   | Gran Premio                       | Circuito                                    | Fecha            |
| ------- | --------------------------------- | ------------------------------------------- | ---------------- |
| 1       | Gran Premio de Australia          | Circuito de Albert Park, Melbourne          | 12 de marzo      |
| 2       | Gran Premio de Brasil             | Autódromo José Carlos Pace, São Paulo       | 26 de marzo      |
| 3       | Gran Premio de San Marino         | Autodromo Enzo e Dino Ferrari, Imola        | 9 de abril       |
| 4       | Gran Premio de Gran Bretaña       | Circuito de Silverstone, Silverstone        | 23 de abril      |
| 5       | Gran Premio de España             | Circuito de Barcelona-Cataluña, Montmeló    | 7 de mayo        |
| 6       | Gran Premio de Europa             | Nürburgring, Nürburg                        | 21 de mayo       |
| 7       | Gran Premio de Mónaco             | Circuito de Mónaco, Montecarlo              | 4 de junio       |
| 8       | Gran Premio de Canadá             | Circuito Gilles Villeneuve, Montreal        | 18 de junio      |
| 9       | Gran Premio de Francia            | Circuito de Nevers Magny-Cours, Magny-Cours | 2 de julio       |
| 10      | Gran Premio de Austria            | A1-Ring, Spielberg                          | 16 de julio      |
| 11      | Gran Premio de Alemania           | Hockenheimring, Hockenheim                  | 30 de julio      |
| 12      | Gran Premio de Hungría            | Hungaroring, Mogyoród                       | 13 de agosto     |
| 13      | Gran Premio de Bélgica            | Circuito de Spa-Francorchamps, Spa          | 27 de agosto     |
| 14      | Gran Premio de Italia             | Autodromo Nazionale di Monza, Monza         | 10 de septiembre |
| 15      | Gran Premio de los Estados Unidos | Indianapolis Motor Speedway, Indiana        | 24 de septiembre |
| 16      | Gran Premio de Japón              | Circuito de Suzuka, Suzuka                  | 8 de octubre     |
| 17      | Gran Premio de Malasia            | Circuito Internacional de Sepang, Sepang    | 22 de octubre    |
| Fuente: |                                   |                                             |                  |

## Resultados
| Ronda   | Fecha            | Gran Premio | Mapa del circuito    | Resultados                    | Resultados            | Resultados                    | Resultados         |
| ------- | ---------------- | --- | -------------------- | ----------------------------- | --------------------- | ----------------------------- | ------------------ |
| 1       | 12 de marzo      | Gran Premio de Australia Circuito de Albert Park Longitud: 5,303 km Vueltas: 58 Distancia de carrera: 307,574 km Ganador 1999: Eddie Irvine - Ferrari              |                      | Libres 1                      | Michael Schumacher    | Ganador                       | Michael Schumacher |
| 1       | 12 de marzo      | Gran Premio de Australia Circuito de Albert Park Longitud: 5,303 km Vueltas: 58 Distancia de carrera: 307,574 km Ganador 1999: Eddie Irvine - Ferrari              | Libres 2             | Michael Schumacher            | 2.º puesto            | Rubens Barrichello            |                    |
| 1       | 12 de marzo      | Gran Premio de Australia Circuito de Albert Park Longitud: 5,303 km Vueltas: 58 Distancia de carrera: 307,574 km Ganador 1999: Eddie Irvine - Ferrari              | Libres 2             | Michael Schumacher            | 3.er puesto           | Ralf Schumacher               |                    |
| 1       | 12 de marzo      | Gran Premio de Australia Circuito de Albert Park Longitud: 5,303 km Vueltas: 58 Distancia de carrera: 307,574 km Ganador 1999: Eddie Irvine - Ferrari              | Pole position        | Mika Häkkinen (1:30.556)      | Vuelta rápida         | Rubens Barrichello (1:31.481) |                    |
| 1       | 12 de marzo      | Gran Premio de Australia Circuito de Albert Park Longitud: 5,303 km Vueltas: 58 Distancia de carrera: 307,574 km Ganador 1999: Eddie Irvine - Ferrari              | Resultados completos |                               |                       |                               |                    |
| 2       | 26 de marzo      | Gran Premio de Brasil Autódromo José Carlos Pace Longitud: 4,309 km Vueltas: 71 Distancia de carrera: 305,939 km Ganador 1999: Mika Häkkinen - McLaren             |                      | Libres 1                      | Mika Häkkinen         | Ganador                       | Michael Schumacher |
| 2       | 26 de marzo      | Gran Premio de Brasil Autódromo José Carlos Pace Longitud: 4,309 km Vueltas: 71 Distancia de carrera: 305,939 km Ganador 1999: Mika Häkkinen - McLaren             | Libres 2             | Mika Häkkinen                 | 2.º puesto            | Giancarlo Fisichella          |                    |
| 2       | 26 de marzo      | Gran Premio de Brasil Autódromo José Carlos Pace Longitud: 4,309 km Vueltas: 71 Distancia de carrera: 305,939 km Ganador 1999: Mika Häkkinen - McLaren             | Libres 2             | Mika Häkkinen                 | 3.er puesto           | Heinz-Harald Frentzen         |                    |
| 2       | 26 de marzo      | Gran Premio de Brasil Autódromo José Carlos Pace Longitud: 4,309 km Vueltas: 71 Distancia de carrera: 305,939 km Ganador 1999: Mika Häkkinen - McLaren             | Pole position        | Mika Häkkinen (1:14.111)      | Vuelta rápida         | Michael Schumacher (1:14.755) |                    |
| 2       | 26 de marzo      | Gran Premio de Brasil Autódromo José Carlos Pace Longitud: 4,309 km Vueltas: 71 Distancia de carrera: 305,939 km Ganador 1999: Mika Häkkinen - McLaren             | Resultados completos |                               |                       |                               |                    |
| 3       | 9 de abril       | Gran Premio de San Marino Autodromo Enzo e Dino Ferrari Longitud: 4,933 km Vueltas: 62 Distancia de carrera: 305,846 km Ganador 1999: Michael Schumacher - Ferrari |                      | Libres 1                      | Michael Schumacher    | Ganador                       | Michael Schumacher |
| 3       | 9 de abril       | Gran Premio de San Marino Autodromo Enzo e Dino Ferrari Longitud: 4,933 km Vueltas: 62 Distancia de carrera: 305,846 km Ganador 1999: Michael Schumacher - Ferrari | Libres 2             | Mika Häkkinen                 | 2.º puesto            | Mika Häkkinen                 |                    |
| 3       | 9 de abril       | Gran Premio de San Marino Autodromo Enzo e Dino Ferrari Longitud: 4,933 km Vueltas: 62 Distancia de carrera: 305,846 km Ganador 1999: Michael Schumacher - Ferrari | Libres 2             | Mika Häkkinen                 | 3.er puesto           | David Coulthard               |                    |
| 3       | 9 de abril       | Gran Premio de San Marino Autodromo Enzo e Dino Ferrari Longitud: 4,933 km Vueltas: 62 Distancia de carrera: 305,846 km Ganador 1999: Michael Schumacher - Ferrari | Pole position        | Mika Häkkinen (1:24.714)      | Vuelta rápida         | Mika Häkkinen (1:26.523)      |                    |
| 3       | 9 de abril       | Gran Premio de San Marino Autodromo Enzo e Dino Ferrari Longitud: 4,933 km Vueltas: 62 Distancia de carrera: 305,846 km Ganador 1999: Michael Schumacher - Ferrari | Resultados completos |                               |                       |                               |                    |
| 4       | 23 de abril      | Gran Premio de Gran Bretaña Circuito de Silverstone Longitud: 5,140 km Vueltas: 60 Distancia de carrera: 308,400 km Ganador 1999: David Coulthard - McLaren        |                      | Libres 1                      | Heinz-Harald Frentzen | Ganador                       | David Coulthard    |
| 4       | 23 de abril      | Gran Premio de Gran Bretaña Circuito de Silverstone Longitud: 5,140 km Vueltas: 60 Distancia de carrera: 308,400 km Ganador 1999: David Coulthard - McLaren        | Libres 2             | Mika Häkkinen                 | 2.º puesto            | Mika Häkkinen                 |                    |
| 4       | 23 de abril      | Gran Premio de Gran Bretaña Circuito de Silverstone Longitud: 5,140 km Vueltas: 60 Distancia de carrera: 308,400 km Ganador 1999: David Coulthard - McLaren        | Libres 2             | Mika Häkkinen                 | 3.er puesto           | Michael Schumacher            |                    |
| 4       | 23 de abril      | Gran Premio de Gran Bretaña Circuito de Silverstone Longitud: 5,140 km Vueltas: 60 Distancia de carrera: 308,400 km Ganador 1999: David Coulthard - McLaren        | Pole position        | Rubens Barrichello (1:25.703) | Vuelta rápida         | Mika Häkkinen (1:26.217)      |                    |
| 4       | 23 de abril      | Gran Premio de Gran Bretaña Circuito de Silverstone Longitud: 5,140 km Vueltas: 60 Distancia de carrera: 308,400 km Ganador 1999: David Coulthard - McLaren        | Resultados completos |                               |                       |                               |                    |
| 5       | 7 de mayo        | Gran Premio de España Circuito de Barcelona-Cataluña Longitud: 4,730 km Vueltas: 65 Distancia de carrera: 307,450 km Ganador 1999: Mika Häkkinen - McLaren         |                      | Libres 1                      | Michael Schumacher    | Ganador                       | Mika Häkkinen      |
| 5       | 7 de mayo        | Gran Premio de España Circuito de Barcelona-Cataluña Longitud: 4,730 km Vueltas: 65 Distancia de carrera: 307,450 km Ganador 1999: Mika Häkkinen - McLaren         | Libres 2             | Michael Schumacher            | 2.º puesto            | David Coulthard               |                    |
| 5       | 7 de mayo        | Gran Premio de España Circuito de Barcelona-Cataluña Longitud: 4,730 km Vueltas: 65 Distancia de carrera: 307,450 km Ganador 1999: Mika Häkkinen - McLaren         | Libres 2             | Michael Schumacher            | 3.er puesto           | Rubens Barrichello            |                    |
| 5       | 7 de mayo        | Gran Premio de España Circuito de Barcelona-Cataluña Longitud: 4,730 km Vueltas: 65 Distancia de carrera: 307,450 km Ganador 1999: Mika Häkkinen - McLaren         | Pole position        | Michael Schumacher (1:20.974) | Vuelta rápida         | Mika Häkkinen (1:24.470)      |                    |
| 5       | 7 de mayo        | Gran Premio de España Circuito de Barcelona-Cataluña Longitud: 4,730 km Vueltas: 65 Distancia de carrera: 307,450 km Ganador 1999: Mika Häkkinen - McLaren         | Resultados completos |                               |                       |                               |                    |
| 6       | 21 de mayo       | Gran Premio de Europa Nürburgring Longitud: 4,556 km Vueltas: 67 Distancia de carrera: 305,235 km Ganador 1999: Johnny Herbert - Stewart                           |                      | Libres 1                      | Jenson Button         | Ganador                       | Michael Schumacher |
| 6       | 21 de mayo       | Gran Premio de Europa Nürburgring Longitud: 4,556 km Vueltas: 67 Distancia de carrera: 305,235 km Ganador 1999: Johnny Herbert - Stewart                           | Libres 2             | Michael Schumacher            | 2.º puesto            | Mika Häkkinen                 |                    |
| 6       | 21 de mayo       | Gran Premio de Europa Nürburgring Longitud: 4,556 km Vueltas: 67 Distancia de carrera: 305,235 km Ganador 1999: Johnny Herbert - Stewart                           | Libres 2             | Michael Schumacher            | 3.er puesto           | David Coulthard               |                    |
| 6       | 21 de mayo       | Gran Premio de Europa Nürburgring Longitud: 4,556 km Vueltas: 67 Distancia de carrera: 305,235 km Ganador 1999: Johnny Herbert - Stewart                           | Pole position        | David Coulthard (1:17.529)    | Vuelta rápida         | Michael Schumacher (1:22.269) |                    |
| 6       | 21 de mayo       | Gran Premio de Europa Nürburgring Longitud: 4,556 km Vueltas: 67 Distancia de carrera: 305,235 km Ganador 1999: Johnny Herbert - Stewart                           | Resultados completos |                               |                       |                               |                    |
| 7       | 4 de junio       | Gran Premio de Mónaco Circuito de Mónaco Longitud: 3,370 km Vueltas: 78 Distancia de carrera: 262,860 km Ganador 1999: Michael Schumacher - Ferrari                |                      | Libres 1                      | Mika Häkkinen         | Ganador                       | David Coulthard    |
| 7       | 4 de junio       | Gran Premio de Mónaco Circuito de Mónaco Longitud: 3,370 km Vueltas: 78 Distancia de carrera: 262,860 km Ganador 1999: Michael Schumacher - Ferrari                | Libres 2             | David Coulthard               | 2.º puesto            | Rubens Barrichello            |                    |
| 7       | 4 de junio       | Gran Premio de Mónaco Circuito de Mónaco Longitud: 3,370 km Vueltas: 78 Distancia de carrera: 262,860 km Ganador 1999: Michael Schumacher - Ferrari                | Libres 2             | David Coulthard               | 3.er puesto           | Giancarlo Fisichella          |                    |
| 7       | 4 de junio       | Gran Premio de Mónaco Circuito de Mónaco Longitud: 3,370 km Vueltas: 78 Distancia de carrera: 262,860 km Ganador 1999: Michael Schumacher - Ferrari                | Pole position        | Michael Schumacher (1:19.475) | Vuelta rápida         | Mika Häkkinen (1:21.571)      |                    |
| 7       | 4 de junio       | Gran Premio de Mónaco Circuito de Mónaco Longitud: 3,370 km Vueltas: 78 Distancia de carrera: 262,860 km Ganador 1999: Michael Schumacher - Ferrari                | Resultados completos |                               |                       |                               |                    |
| 8       | 18 de junio      | Gran Premio de Canadá Circuito Gilles Villeneuve Longitud: 4,421 km Vueltas: 69 Distancia de carrera: 305,049 km Ganador 1999: Mika Häkkinen - McLaren             |                      | Libres 1                      | David Coulthard       | Ganador                       | Michael Schumacher |
| 8       | 18 de junio      | Gran Premio de Canadá Circuito Gilles Villeneuve Longitud: 4,421 km Vueltas: 69 Distancia de carrera: 305,049 km Ganador 1999: Mika Häkkinen - McLaren             | Libres 2             | David Coulthard               | 2.º puesto            | Rubens Barrichello            |                    |
| 8       | 18 de junio      | Gran Premio de Canadá Circuito Gilles Villeneuve Longitud: 4,421 km Vueltas: 69 Distancia de carrera: 305,049 km Ganador 1999: Mika Häkkinen - McLaren             | Libres 2             | David Coulthard               | 3.er puesto           | Giancarlo Fisichella          |                    |
| 8       | 18 de junio      | Gran Premio de Canadá Circuito Gilles Villeneuve Longitud: 4,421 km Vueltas: 69 Distancia de carrera: 305,049 km Ganador 1999: Mika Häkkinen - McLaren             | Pole position        | Michael Schumacher (1:18.439) | Vuelta rápida         | Mika Häkkinen (1:19.049)      |                    |
| 8       | 18 de junio      | Gran Premio de Canadá Circuito Gilles Villeneuve Longitud: 4,421 km Vueltas: 69 Distancia de carrera: 305,049 km Ganador 1999: Mika Häkkinen - McLaren             | Resultados completos |                               |                       |                               |                    |
| 9       | 2 de julio       | Gran Premio de Francia Circuito de Nevers Magny-Cours Longitud: 4,251 km Vueltas: 72 Distancia de carrera: 306,072 km Ganador 1999: Heinz-Harald Frentzen - Jordan |                      | Libres 1                      | David Coulthard       | Ganador                       | David Coulthard    |
| 9       | 2 de julio       | Gran Premio de Francia Circuito de Nevers Magny-Cours Longitud: 4,251 km Vueltas: 72 Distancia de carrera: 306,072 km Ganador 1999: Heinz-Harald Frentzen - Jordan | Libres 2             | David Coulthard               | 2.º puesto            | Mika Häkkinen                 |                    |
| 9       | 2 de julio       | Gran Premio de Francia Circuito de Nevers Magny-Cours Longitud: 4,251 km Vueltas: 72 Distancia de carrera: 306,072 km Ganador 1999: Heinz-Harald Frentzen - Jordan | Libres 2             | David Coulthard               | 3.er puesto           | Rubens Barrichello            |                    |
| 9       | 2 de julio       | Gran Premio de Francia Circuito de Nevers Magny-Cours Longitud: 4,251 km Vueltas: 72 Distancia de carrera: 306,072 km Ganador 1999: Heinz-Harald Frentzen - Jordan | Pole position        | Michael Schumacher (1:15.632) | Vuelta rápida         | David Coulthard (1:19.479)    |                    |
| 9       | 2 de julio       | Gran Premio de Francia Circuito de Nevers Magny-Cours Longitud: 4,251 km Vueltas: 72 Distancia de carrera: 306,072 km Ganador 1999: Heinz-Harald Frentzen - Jordan | Resultados completos |                               |                       |                               |                    |
| 10      | 16 de julio      | Gran Premio de Austria A1-Ring Longitud: 4,326 km Vueltas: 71 Distancia de carrera: 307,146 km Ganador 1999: Eddie Irvine - Ferrari                                |                      | Libres 1                      | David Coulthard       | Ganador                       | Mika Häkkinen      |
| 10      | 16 de julio      | Gran Premio de Austria A1-Ring Longitud: 4,326 km Vueltas: 71 Distancia de carrera: 307,146 km Ganador 1999: Eddie Irvine - Ferrari                                | Libres 2             | Mika Häkkinen                 | 2.º puesto            | David Coulthard               |                    |
| 10      | 16 de julio      | Gran Premio de Austria A1-Ring Longitud: 4,326 km Vueltas: 71 Distancia de carrera: 307,146 km Ganador 1999: Eddie Irvine - Ferrari                                | Libres 2             | Mika Häkkinen                 | 3.er puesto           | Rubens Barrichello            |                    |
| 10      | 16 de julio      | Gran Premio de Austria A1-Ring Longitud: 4,326 km Vueltas: 71 Distancia de carrera: 307,146 km Ganador 1999: Eddie Irvine - Ferrari                                | Pole position        | Mika Häkkinen (1:10.410)      | Vuelta rápida         | David Coulthard (1:11.783)    |                    |
| 10      | 16 de julio      | Gran Premio de Austria A1-Ring Longitud: 4,326 km Vueltas: 71 Distancia de carrera: 307,146 km Ganador 1999: Eddie Irvine - Ferrari                                | Resultados completos |                               |                       |                               |                    |
| 11      | 30 de julio      | Gran Premio de Alemania Hockenheimring Longitud: 6,823 km Vueltas: 45 Distancia de carrera: 307,035 km Ganador 1999: Eddie Irvine - Ferrari                        |                      | Libres 1                      | Michael Schumacher    | Ganador                       | Rubens Barrichello |
| 11      | 30 de julio      | Gran Premio de Alemania Hockenheimring Longitud: 6,823 km Vueltas: 45 Distancia de carrera: 307,035 km Ganador 1999: Eddie Irvine - Ferrari                        | Libres 2             | Mika Häkkinen                 | 2.º puesto            | Mika Häkkinen                 |                    |
| 11      | 30 de julio      | Gran Premio de Alemania Hockenheimring Longitud: 6,823 km Vueltas: 45 Distancia de carrera: 307,035 km Ganador 1999: Eddie Irvine - Ferrari                        | Libres 2             | Mika Häkkinen                 | 3.er puesto           | David Coulthard               |                    |
| 11      | 30 de julio      | Gran Premio de Alemania Hockenheimring Longitud: 6,823 km Vueltas: 45 Distancia de carrera: 307,035 km Ganador 1999: Eddie Irvine - Ferrari                        | Pole position        | David Coulthard (1:45.697)    | Vuelta rápida         | Rubens Barrichello (1:44.300) |                    |
| 11      | 30 de julio      | Gran Premio de Alemania Hockenheimring Longitud: 6,823 km Vueltas: 45 Distancia de carrera: 307,035 km Ganador 1999: Eddie Irvine - Ferrari                        | Resultados completos |                               |                       |                               |                    |
| 12      | 13 de agosto     | Gran Premio de Hungría Hungaroring Longitud: 3,975 km Vueltas: 77 Distancia de carrera: 306,075 km Ganador 1999: Mika Häkkinen - McLaren                           |                      | Libres 1                      | David Coulthard       | Ganador                       | Mika Häkkinen      |
| 12      | 13 de agosto     | Gran Premio de Hungría Hungaroring Longitud: 3,975 km Vueltas: 77 Distancia de carrera: 306,075 km Ganador 1999: Mika Häkkinen - McLaren                           | Libres 2             | Michael Schumacher            | 2.º puesto            | Michael Schumacher            |                    |
| 12      | 13 de agosto     | Gran Premio de Hungría Hungaroring Longitud: 3,975 km Vueltas: 77 Distancia de carrera: 306,075 km Ganador 1999: Mika Häkkinen - McLaren                           | Libres 2             | Michael Schumacher            | 3.er puesto           | David Coulthard               |                    |
| 12      | 13 de agosto     | Gran Premio de Hungría Hungaroring Longitud: 3,975 km Vueltas: 77 Distancia de carrera: 306,075 km Ganador 1999: Mika Häkkinen - McLaren                           | Pole position        | Michael Schumacher (1:17.514) | Vuelta rápida         | Mika Häkkinen (1:20.028)      |                    |
| 12      | 13 de agosto     | Gran Premio de Hungría Hungaroring Longitud: 3,975 km Vueltas: 77 Distancia de carrera: 306,075 km Ganador 1999: Mika Häkkinen - McLaren                           | Resultados completos |                               |                       |                               |                    |
| 13      | 27 de agosto     | Gran Premio de Bélgica Circuito de Spa-Francorchamps Longitud: 6,968 km Vueltas: 44 Distancia de carrera: 306,592 km Ganador 1999: David Coulthard - McLaren       |                      | Libres 1                      | David Coulthard       | Ganador                       | Mika Häkkinen      |
| 13      | 27 de agosto     | Gran Premio de Bélgica Circuito de Spa-Francorchamps Longitud: 6,968 km Vueltas: 44 Distancia de carrera: 306,592 km Ganador 1999: David Coulthard - McLaren       | Libres 2             | Mika Häkkinen                 | 2.º puesto            | Michael Schumacher            |                    |
| 13      | 27 de agosto     | Gran Premio de Bélgica Circuito de Spa-Francorchamps Longitud: 6,968 km Vueltas: 44 Distancia de carrera: 306,592 km Ganador 1999: David Coulthard - McLaren       | Libres 2             | Mika Häkkinen                 | 3.er puesto           | Ralf Schumacher               |                    |
| 13      | 27 de agosto     | Gran Premio de Bélgica Circuito de Spa-Francorchamps Longitud: 6,968 km Vueltas: 44 Distancia de carrera: 306,592 km Ganador 1999: David Coulthard - McLaren       | Pole position        | Mika Häkkinen (1:50.646)      | Vuelta rápida         | Rubens Barrichello (1:53.803) |                    |
| 13      | 27 de agosto     | Gran Premio de Bélgica Circuito de Spa-Francorchamps Longitud: 6,968 km Vueltas: 44 Distancia de carrera: 306,592 km Ganador 1999: David Coulthard - McLaren       | Resultados completos |                               |                       |                               |                    |
| 14      | 10 de septiembre | Gran Premio de Italia Autodromo Nazionale di Monza Longitud: 5,793 km Vueltas: 53 Distancia de carrera: 306,719 km Ganador 1999: Heinz-Harald Frentzen - Jordan    |                      | Libres 1                      | Rubens Barrichello    | Ganador                       | Michael Schumacher |
| 14      | 10 de septiembre | Gran Premio de Italia Autodromo Nazionale di Monza Longitud: 5,793 km Vueltas: 53 Distancia de carrera: 306,719 km Ganador 1999: Heinz-Harald Frentzen - Jordan    | Libres 2             | Michael Schumacher            | 2.º puesto            | Mika Häkkinen                 |                    |
| 14      | 10 de septiembre | Gran Premio de Italia Autodromo Nazionale di Monza Longitud: 5,793 km Vueltas: 53 Distancia de carrera: 306,719 km Ganador 1999: Heinz-Harald Frentzen - Jordan    | Libres 2             | Michael Schumacher            | 3.er puesto           | Ralf Schumacher               |                    |
| 14      | 10 de septiembre | Gran Premio de Italia Autodromo Nazionale di Monza Longitud: 5,793 km Vueltas: 53 Distancia de carrera: 306,719 km Ganador 1999: Heinz-Harald Frentzen - Jordan    | Pole position        | Michael Schumacher (1:23.770) | Vuelta rápida         | Mika Häkkinen (1:25.595)      |                    |
| 14      | 10 de septiembre | Gran Premio de Italia Autodromo Nazionale di Monza Longitud: 5,793 km Vueltas: 53 Distancia de carrera: 306,719 km Ganador 1999: Heinz-Harald Frentzen - Jordan    | Resultados completos |                               |                       |                               |                    |
| 15      | 24 de septiembre | Gran Premio de los Estados Unidos Indianapolis Motor Speedway Longitud: 4,195 km Vueltas: 73 Distancia de carrera: 306,235 km Ganador 1999: No se disputó          |                      | Libres 1                      | David Coulthard       | Ganador                       | Michael Schumacher |
| 15      | 24 de septiembre | Gran Premio de los Estados Unidos Indianapolis Motor Speedway Longitud: 4,195 km Vueltas: 73 Distancia de carrera: 306,235 km Ganador 1999: No se disputó          | Libres 2             | Michael Schumacher            | 2.º puesto            | Rubens Barrichello            |                    |
| 15      | 24 de septiembre | Gran Premio de los Estados Unidos Indianapolis Motor Speedway Longitud: 4,195 km Vueltas: 73 Distancia de carrera: 306,235 km Ganador 1999: No se disputó          | Libres 2             | Michael Schumacher            | 3.er puesto           | Heinz-Harald Frentzen         |                    |
| 15      | 24 de septiembre | Gran Premio de los Estados Unidos Indianapolis Motor Speedway Longitud: 4,195 km Vueltas: 73 Distancia de carrera: 306,235 km Ganador 1999: No se disputó          | Pole position        | Michael Schumacher (1:14.266) | Vuelta rápida         | David Coulthard (1:14.711)    |                    |
| 15      | 24 de septiembre | Gran Premio de los Estados Unidos Indianapolis Motor Speedway Longitud: 4,195 km Vueltas: 73 Distancia de carrera: 306,235 km Ganador 1999: No se disputó          | Resultados completos |                               |                       |                               |                    |
| 16      | 8 de octubre     | Gran Premio de Japón Circuito de Suzuka Longitud: 5,859 km Vueltas: 53 Distancia de carrera: 310,527 km Ganador 1999: Mika Häkkinen - McLaren                      |                      | Libres 1                      | Michael Schumacher    | Ganador                       | Michael Schumacher |
| 16      | 8 de octubre     | Gran Premio de Japón Circuito de Suzuka Longitud: 5,859 km Vueltas: 53 Distancia de carrera: 310,527 km Ganador 1999: Mika Häkkinen - McLaren                      | Libres 2             | Mika Häkkinen                 | 2.º puesto            | Mika Häkkinen                 |                    |
| 16      | 8 de octubre     | Gran Premio de Japón Circuito de Suzuka Longitud: 5,859 km Vueltas: 53 Distancia de carrera: 310,527 km Ganador 1999: Mika Häkkinen - McLaren                      | Libres 2             | Mika Häkkinen                 | 3.er puesto           | David Coulthard               |                    |
| 16      | 8 de octubre     | Gran Premio de Japón Circuito de Suzuka Longitud: 5,859 km Vueltas: 53 Distancia de carrera: 310,527 km Ganador 1999: Mika Häkkinen - McLaren                      | Pole position        | Michael Schumacher (1:35.825) | Vuelta rápida         | Mika Häkkinen (1:39.189)      |                    |
| 16      | 8 de octubre     | Gran Premio de Japón Circuito de Suzuka Longitud: 5,859 km Vueltas: 53 Distancia de carrera: 310,527 km Ganador 1999: Mika Häkkinen - McLaren                      | Resultados completos |                               |                       |                               |                    |
| 17      | 22 de octubre    | Gran Premio de Malasia Circuito Internacional de Sepang Longitud: 5,543 km Vueltas: 56 Distancia de carrera: 310,408 km Ganador 1999: Eddie Irvine - Ferrari       |                      | Libres 1                      | Mika Häkkinen         | Ganador                       | Michael Schumacher |
| 17      | 22 de octubre    | Gran Premio de Malasia Circuito Internacional de Sepang Longitud: 5,543 km Vueltas: 56 Distancia de carrera: 310,408 km Ganador 1999: Eddie Irvine - Ferrari       | Libres 2             | David Coulthard               | 2.º puesto            | David Coulthard               |                    |
| 17      | 22 de octubre    | Gran Premio de Malasia Circuito Internacional de Sepang Longitud: 5,543 km Vueltas: 56 Distancia de carrera: 310,408 km Ganador 1999: Eddie Irvine - Ferrari       | Libres 2             | David Coulthard               | 3.er puesto           | Rubens Barrichello            |                    |
| 17      | 22 de octubre    | Gran Premio de Malasia Circuito Internacional de Sepang Longitud: 5,543 km Vueltas: 56 Distancia de carrera: 310,408 km Ganador 1999: Eddie Irvine - Ferrari       | Pole position        | Michael Schumacher (1:37.397) | Vuelta rápida         | Mika Häkkinen (1:38.543)      |                    |
| 17      | 22 de octubre    | Gran Premio de Malasia Circuito Internacional de Sepang Longitud: 5,543 km Vueltas: 56 Distancia de carrera: 310,408 km Ganador 1999: Eddie Irvine - Ferrari       | Resultados completos |                               |                       |                               |                    |
| Fuente: |                  | |                      |                               |                       |                               |                    |

## Clasificaciones

### Puntuaciones
| Posición | 1.º | 2.º | 3.º | 4.º | 5.º | 6.º |
| Puntos   | 10  | 6   | 4   | 3   | 2   | 1   |

### Campeonato de Pilotos
| Pos. | Piloto                | AUS | BRA | SMR | GBR | ESP | EUR | MON | CAN | FRA | AUT | GER | HUN | BEL | ITA | USA | JPN | MYS | Puntos |
| ---- | --------------------- | --- | --- | --- | --- | --- | --- | --- | --- | --- | --- | --- | --- | --- | --- | --- | --- | --- | ------ |
| 1    | Michael Schumacher    | 1   | 1   | 1   | 3   | 5   | 1   | Ret | 1   | Ret | Ret | Ret | 2   | 2   | 1   | 1   | 1   | 1   | 108    |
| 2    | Mika Häkkinen         | Ret | Ret | 2   | 2   | 1   | 2   | 6   | 4   | 2   | 1   | 2   | 1   | 1   | 2   | Ret | 2   | 4   | 89     |
| 3    | David Coulthard       | Ret | DSQ | 3   | 1   | 2   | 3   | 1   | 7   | 1   | 2   | 3   | 3   | 4   | Ret | 5   | 3   | 2   | 73     |
| 4    | Rubens Barrichello    | 2   | Ret | 4   | Ret | 3   | 4   | 2   | 2   | 3   | 3   | 1   | 4   | Ret | Ret | 2   | 4   | 3   | 62     |
| 5    | Ralf Schumacher       | 3   | 5   | Ret | 4   | 4   | Ret | Ret | 14  | 5   | Ret | 7   | 5   | 3   | 3   | Ret | Ret | Ret | 24     |
| 6    | Giancarlo Fisichella  | 5   | 2   | 11  | 7   | 9   | 5   | 3   | 3   | 9   | Ret | Ret | Ret | Ret | 11  | Ret | 14  | 9   | 18     |
| 7    | Jacques Villeneuve    | 4   | Ret | 5   | 16  | Ret | Ret | 7   | 15  | 4   | 4   | 8   | 12  | 7   | Ret | 4   | 6   | 5   | 17     |
| 8    | Jenson Button         | Ret | 6   | Ret | 5   | 17  | 10  | Ret | 11  | 8   | 5   | 4   | 9   | 5   | Ret | Ret | 5   | Ret | 12     |
| 9    | Heinz-Harald Frentzen | Ret | 3   | Ret | 17  | 6   | Ret | 10  | Ret | 7   | Ret | Ret | 6   | 6   | Ret | 3   | Ret | Ret | 11     |
| 10   | Jarno Trulli          | Ret | 4   | 15  | 6   | 12  | Ret | Ret | 6   | 6   | Ret | 9   | 7   | Ret | Ret | Ret | 13  | 12  | 6      |
| 11   | Mika Salo             | DSQ | DNS | 6   | 8   | 7   | Ret | 5   | Ret | 10  | 6   | 5   | 10  | 9   | 7   | Ret | 10  | 8   | 6      |
| 12   | Jos Verstappen        | Ret | 7   | 14  | Ret | Ret | Ret | Ret | 5   | Ret | Ret | Ret | 13  | 15  | 4   | Ret | Ret | 10  | 5      |
| 13   | Eddie Irvine          | Ret | Ret | 7   | 13  | 11  | Ret | 4   | 13  | 13  |     | 10  | 8   | 10  | Ret | 7   | 8   | 6   | 4      |
| 14   | Ricardo Zonta         | 6   | 9   | 12  | Ret | 8   | Ret | Ret | 8   | Ret | Ret | Ret | 14  | 12  | 6   | 6   | 9   | Ret | 3      |
| 15   | Alexander Wurz        | 7   | Ret | 9   | 9   | 10  | 12  | Ret | 9   | Ret | 10  | Ret | 11  | 13  | 5   | 10  | Ret | 7   | 2      |
| 16   | Pedro de la Rosa      | Ret | 8   | Ret | Ret | Ret | 6   | Ret | Ret | Ret | Ret | 6   | 16  | 16  | Ret | Ret | 12  | Ret | 2      |
| 17   | Johnny Herbert        | Ret | Ret | 10  | 12  | 13  | 11  | 9   | Ret | Ret | 7   | Ret | Ret | 8   | Ret | 11  | 7   | Ret | 0      |
| 18   | Pedro Diniz           | Ret | DNS | 8   | 11  | Ret | 7   | Ret | 10  | 11  | 9   | Ret | Ret | 11  | 8   | 8   | 11  | Ret | 0      |
| 19   | Marc Gené             | 8   | Ret | Ret | 14  | 14  | Ret | Ret | 16  | 15  | 8   | Ret | 15  | 14  | 9   | 12  | Ret | Ret | 0      |
| 20   | Nick Heidfeld         | 9   | Ret | Ret | Ret | 16  | EX  | 8   | Ret | 12  | Ret | Ret | Ret | Ret | Ret | 9   | Ret | Ret | 0      |
| 21   | Gastón Mazzacane      | Ret | 10  | 13  | 15  | 15  | 8   | Ret | 12  | Ret | 12  | 11  | Ret | 17  | 10  | Ret | 15  | 13  | 0      |
| 22   | Jean Alesi            | Ret | Ret | Ret | 10  | Ret | 9   | Ret | Ret | 14  | Ret | Ret | Ret | Ret | 12  | Ret | Ret | 11  | 0      |
| 23   | Luciano Burti         |     |     |     |     |     |     |     |     |     | 11  |     |     |     |     |     |     |     | 0      |
| Pos. | Piloto                | AUS | BRA | SMR | GBR | ESP | EUR | MON | CAN | FRA | AUT | GER | HUN | BEL | ITA | USA | JPN | MYS | Puntos |

| Color      | Resultado                          |
| ---------- | ---------------------------------- |
| Oro        | Ganador                            |
| Plata      | 2.º puesto                         |
| Bronce     | 3.er puesto                        |
| Verde      | Finalizó en los puntos             |
| Azul       | Finalizó sin puntos                |
| Azul       | NC - No clasificado                |
| Violeta    | Ret - No terminó                   |
| Rojo       | DNQ - No se clasificó              |
| Rojo       | DNPQ - No se preclasificó          |
| Negro      | DSQ - Descalificado                |
| Blanco     | DNS - No empezó                    |
| Blanco     | WD - Retirado                      |
| Blanco     | C - Carrera cancelada              |
| Azul claro | TD - Entrenamientos libres (2003-) |
| Sin color  | DNP - Inscrito, pero no participó  |
| Sin color  | INJ - Inscrito, pero lesionado     |
| Sin color  | EX - Excluido                      |

| Estado  | Resultado                                                                             |
| ------- | ------------------------------------------------------------------------------------- |
| Negrita | Pole position                                                                         |
| Cursiva | Vuelta rápida                                                                         |
| 1-8     | Posiciones puntuables de clasificación sprint (2021-)                                 |
| †       | No acabó el Gran Premio, pero fue clasificado ya que completó el porcentaje necesario |
| ‡       | Monoplaza compartido                                                                  |
| ~       | Se otorgó la mitad de puntos ya que no se cumplió con el 75% de la carrera            |
| ≠       | No obtuvo puntos ya que era piloto invitado                                           |
| F2      | Inscrito para carrera de Fórmula 2, no sumaba puntos                                  |

### Estadísticas del Campeonato de Pilotos
| Pos.    | Piloto                | Escudería | Grandes Premios | Victorias | Podios | Poles | Vueltas rápidas | Vueltas lideradas | Puntos |
| ------- | --------------------- | --------- | --------------- | --------- | ------ | ----- | --------------- | ----------------- | ------ |
| 1       | Michael Schumacher    | Ferrari   | 17              | 9         | 12     | 9     | 2               | 548               | 108    |
| 2       | Mika Häkkinen         | McLaren   | 17              | 4         | 11     | 5     | 9               | 352               | 89     |
| 3       | David Coulthard       | McLaren   | 17              | 3         | 11     | 2     | 3               | 107               | 73     |
| 4       | Rubens Barrichello    | Ferrari   | 17              | 1         | 9      | 1     | 3               | 58                | 62     |
| 5       | Ralf Schumacher       | Williams  | 17              |           | 3      |       |                 |                   | 24     |
| 6       | Giancarlo Fisichella  | Benetton  | 17              |           | 3      |       |                 |                   | 18     |
| 7       | Jacques Villeneuve    | BAR       | 17              |           |        |       |                 |                   | 17     |
| 8       | Jenson Button         | Williams  | 17              |           |        |       |                 |                   | 12     |
| 9       | Heinz-Harald Frentzen | Jordan    | 17              |           | 2      |       |                 | 9                 | 11     |
| 10      | Jarno Trulli          | Jordan    | 17              |           |        |       |                 |                   | 6      |
| 11      | Mika Salo             | Sauber    | 17 (16)         |           |        |       |                 |                   | 6      |
| 12      | Jos Verstappen        | Arrows    | 17              |           |        |       |                 |                   | 5      |
| 13      | Eddie Irvine          | Jaguar    | 16              |           |        |       |                 |                   | 4      |
| 14      | Ricardo Zonta         | BAR       | 17              |           |        |       |                 |                   | 3      |
| 15      | Alexander Wurz        | Benetton  | 17              |           |        |       |                 |                   | 2      |
| 16      | Pedro de la Rosa      | Arrows    | 17              |           |        |       |                 |                   | 2      |
| 17      | Johnny Herbert        | Jaguar    | 17              |           |        |       |                 |                   | 0      |
| 18      | Pedro Diniz           | Sauber    | 17 (16)         |           |        |       |                 |                   | 0      |
| 19      | Marc Gené             | Minardi   | 17              |           |        |       |                 |                   | 0      |
| 20      | Nick Heidfeld         | Prost     | 17 (16)         |           |        |       |                 |                   | 0      |
| 21      | Gastón Mazzacane      | Minardi   | 17              |           |        |       |                 |                   | 0      |
| 22      | Jean Alesi            | Prost     | 17              |           |        |       |                 |                   | 0      |
| 23      | Luciano Burti         | Jaguar    | 1               |           |        |       |                 |                   | 0      |
| Fuente: |                       |           |                 |           |        |       |                 |                   |        |

### Campeonato de Constructores
| Pos. | Constructor        | N.º | AUS | BRA | SMR | GBR | ESP | EUR | MON | CAN | FRA | AUT | GER | HUN | BEL | ITA | USA | JPN | MYS | Puntos |
| ---- | ------------------ | --- | --- | --- | --- | --- | --- | --- | --- | --- | --- | --- | --- | --- | --- | --- | --- | --- | --- | ------ |
| 1    | Ferrari            | 3   | 1   | 1   | 1   | 3   | 5   | 1   | Ret | 1   | Ret | Ret | Ret | 2   | 2   | 1   | 1   | 1   | 1   | 170    |
| 1    | Ferrari            | 4   | 2   | Ret | 4   | Ret | 3   | 4   | 2   | 2   | 3   | 3   | 1   | 4   | Ret | Ret | 2   | 4   | 3   | 170    |
| 2    | McLaren-Mercedes   | 1   | Ret | Ret | 2   | 2   | 1   | 2   | 6   | 4   | 2   | 1   | 2   | 1   | 1   | 2   | Ret | 2   | 4   | 152    |
| 2    | McLaren-Mercedes   | 2   | Ret | DSQ | 3   | 1   | 2   | 3   | 1   | 7   | 1   | 2   | 3   | 3   | 4   | Ret | 5   | 3   | 2   | 152    |
| 3    | Williams-BMW       | 9   | 3   | 5   | Ret | 4   | 4   | Ret | Ret | 14  | 5   | Ret | 7   | 5   | 3   | 3   | Ret | Ret | Ret | 36     |
| 3    | Williams-BMW       | 10  | Ret | 6   | Ret | 5   | 17  | 10  | Ret | 11  | 8   | 5   | 4   | 9   | 5   | Ret | Ret | 5   | Ret | 36     |
| 4    | Benetton-Playlife  | 11  | 5   | 2   | 11  | 7   | 9   | 5   | 3   | 3   | 9   | Ret | Ret | Ret | Ret | 11  | Ret | 14  | 9   | 20     |
| 4    | Benetton-Playlife  | 12  | 7   | Ret | 9   | 9   | 10  | 12  | Ret | 9   | Ret | 10  | Ret | 11  | 13  | 5   | 10  | Ret | 7   | 20     |
| 5    | BAR-Honda          | 22  | 4   | Ret | 5   | 16  | Ret | Ret | 7   | 15  | 4   | 4   | 8   | 12  | 7   | Ret | 4   | 6   | 5   | 20     |
| 5    | BAR-Honda          | 23  | 6   | 9   | 12  | Ret | 8   | Ret | Ret | 8   | Ret | Ret | Ret | 14  | 12  | 6   | 6   | 9   | Ret | 20     |
| 6    | Jordan-Mugen-Honda | 5   | Ret | 3   | Ret | 17  | 6   | Ret | 10  | Ret | 7   | Ret | Ret | 6   | 6   | Ret | 3   | Ret | Ret | 17     |
| 6    | Jordan-Mugen-Honda | 6   | Ret | 4   | 15  | 6   | 12  | Ret | Ret | 6   | 6   | Ret | 9   | 7   | Ret | Ret | Ret | 13  | 12  | 17     |
| 7    | Arrows-Supertec    | 18  | Ret | 8   | Ret | Ret | Ret | 6   | Ret | Ret | Ret | Ret | 6   | 16  | 16  | Ret | Ret | 12  | Ret | 7      |
| 7    | Arrows-Supertec    | 19  | Ret | 7   | 14  | Ret | Ret | Ret | Ret | 5   | Ret | Ret | Ret | 13  | 15  | 4   | Ret | Ret | 10  | 7      |
| 8    | Sauber-Petronas    | 16  | Ret | DNS | 8   | 11  | Ret | 7   | Ret | 10  | 11  | 9   | Ret | Ret | 11  | 8   | 8   | 11  | Ret | 6      |
| 8    | Sauber-Petronas    | 17  | DSQ | DNS | 6   | 8   | 7   | Ret | 5   | Ret | 10  | 6   | 5   | 10  | 9   | 7   | Ret | 10  | 8   | 6      |
| 9    | Jaguar-Cosworth    | 7   | Ret | Ret | 7   | 13  | 11  | Ret | 4   | 13  | 13  | 11  | 10  | 8   | 10  | Ret | 7   | 8   | 6   | 4      |
| 9    | Jaguar-Cosworth    | 8   | Ret | Ret | 10  | 12  | 13  | 11  | 9   | Ret | Ret | 7   | Ret | Ret | 8   | Ret | 11  | 7   | Ret | 4      |
| 10   | Minardi-Fondmetal  | 20  | 8   | Ret | Ret | 14  | 14  | Ret | Ret | 16  | 15  | 8   | Ret | 15  | 14  | 9   | 12  | Ret | Ret | 0      |
| 10   | Minardi-Fondmetal  | 21  | Ret | 10  | 13  | 15  | 15  | 8   | Ret | 12  | Ret | 12  | 11  | Ret | 17  | 10  | Ret | 15  | 13  | 0      |
| 11   | Prost-Peugeot      | 14  | Ret | Ret | Ret | 10  | Ret | 9   | Ret | Ret | 14  | Ret | Ret | Ret | Ret | 12  | Ret | Ret | 11  | 0      |
| 11   | Prost-Peugeot      | 15  | 9   | Ret | Ret | Ret | 16  | EX  | 8   | Ret | 12  | Ret | Ret | Ret | Ret | Ret | 9   | Ret | Ret | 0      |
| Pos. | Constructor        | N.º | AUS | BRA | SMR | GBR | ESP | EUR | MON | CAN | FRA | AUT | GER | HUN | BEL | ITA | USA | JPN | MYS | Puntos |

| Color      | Resultado                          |
| ---------- | ---------------------------------- |
| Oro        | Ganador                            |
| Plata      | 2.º puesto                         |
| Bronce     | 3.er puesto                        |
| Verde      | Finalizó en los puntos             |
| Azul       | Finalizó sin puntos                |
| Azul       | NC - No clasificado                |
| Violeta    | Ret - No terminó                   |
| Rojo       | DNQ - No se clasificó              |
| Rojo       | DNPQ - No se preclasificó          |
| Negro      | DSQ - Descalificado                |
| Blanco     | DNS - No empezó                    |
| Blanco     | WD - Retirado                      |
| Blanco     | C - Carrera cancelada              |
| Azul claro | TD - Entrenamientos libres (2003-) |
| Sin color  | DNP - Inscrito, pero no participó  |
| Sin color  | INJ - Inscrito, pero lesionado     |
| Sin color  | EX - Excluido                      |

| Estado  | Resultado                                                                             |
| ------- | ------------------------------------------------------------------------------------- |
| Negrita | Pole position                                                                         |
| Cursiva | Vuelta rápida                                                                         |
| 1-8     | Posiciones puntuables de clasificación sprint (2021-)                                 |
| †       | No acabó el Gran Premio, pero fue clasificado ya que completó el porcentaje necesario |
| ‡       | Monoplaza compartido                                                                  |
| ~       | Se otorgó la mitad de puntos ya que no se cumplió con el 75% de la carrera            |
| ≠       | No obtuvo puntos ya que era piloto invitado                                           |
| F2      | Inscrito para carrera de Fórmula 2, no sumaba puntos                                  |

### Estadísticas del Campeonato de Constructores
| Pos. | Constructor | Chasis     | Motor       | Neu. | Puntos | Victorias | Podios | Poles |
| ---- | ----------- | ---------- | ----------- | ---- | ------ | --------- | ------ | ----- |
| 1    | Ferrari     | F1-2000    | Ferrari     | B    | 170    | 10        | 21     | 10    |
| 2    | McLaren     | MP4/15     | Mercedes    | B    | 152    | 7         | 22     | 7     |
| 3    | Williams    | FW22       | BMW         | B    | 36     |           | 3      |       |
| 4    | Benetton    | B200       | Playlife    | B    | 20     |           | 3      |       |
| 5    | BAR         | 002        | Honda       | B    | 20     |           |        |       |
| 6    | Jordan      | EJ10 EJ10B | Mugen-Honda | B    | 17     |           | 2      |       |
| 7    | Arrows      | A21        | Supertec    | B    | 7      |           |        |       |
| 8    | Sauber      | C19        | Petronas    | B    | 6      |           |        |       |
| 9    | Jaguar      | R1         | Cosworth    | B    | 4      |           |        |       |
| 10   | Minardi     | M02        | Fondmetal   | B    |        |           |        |       |
| 11   | Prost       | AP03       | Peugeot     | B    |        |           |        |       |